# Niko Mikkola
Niko Mikkola, född 27 april 1996, är en finländsk professionell ishockeyback som spelar för Florida Panthers i National Hockey League (NHL).
Han har tidigare spelat för St. Louis Blues och New York Rangers i NHL; KalPa och Tappara i Liiga; San Antonio Rampage i American Hockey League (AHL) samt Kajaanin Hokki i Mestis.
Mikkola vann Stanley Cup för säsongerna 2023–2024 och 2024–2025.
Han draftades av St. Louis Blues i femte rundan i 2015 års draft som 127:e spelare totalt.

## Statistik
| 2014–2015    | KalPa               | Liiga        | 10  | 0  | 1  | 1  | 4   | —  | — | — | —  | —  |
|              | Kajaanin Hokki      | Mestis       | 5   | 1  | 0  | 1  | 8   | 7  | 0 | 1 | 1  | 2  |
| 2015–2016    | KalPa               | Liiga        | 55  | 3  | 6  | 9  | 22  | 3  | 0 | 1 | 1  | 4  |
| 2016–2017    | KalPa               | Liiga        | 56  | 4  | 11 | 15 | 89  | 10 | 1 | 2 | 3  | 4  |
| 2017–2018    | Tappara             | Liiga        | 50  | 2  | 9  | 11 | 54  | 16 | 0 | 1 | 1  | 10 |
| 2018–2019    | San Antonio Rampage | AHL          | 70  | 2  | 7  | 9  | 41  | —  | — | — | —  | —  |
| 2019–2020    | St. Louis Blues     | NHL          | 5   | 0  | 1  | 1  | 0   | —  | — | — | —  | —  |
|              | San Antonio Rampage | AHL          | 48  | 2  | 12 | 14 | 24  | —  | — | — | —  | —  |
| 2020–2021    | St. Louis Blues     | NHL          | 30  | 1  | 2  | 3  | 11  | 4  | 0 | 1 | 1  | 2  |
| 2021–2022    | St. Louis Blues     | NHL          | 54  | 3  | 10 | 13 | 55  | 12 | 0 | 1 | 1  | 8  |
| 2022–2023    | St. Louis Blues     | NHL          | 50  | 0  | 3  | 3  | 35  | —  | — | — | —  | —  |
|              | New York Rangers    | NHL          | 31  | 1  | 2  | 3  | 23  | 7  | 0 | 2 | 2  | 12 |
| 2023–2024    | Florida Panthers    | NHL          | 82  | 3  | 14 | 17 | 69  | 24 | 2 | 2 | 4  | 22 |
| 2024–2025    | Florida Panthers    | NHL          | 76  | 6  | 16 | 22 | 70  | 22 | 3 | 3 | 6  | 37 |
| NHL totalt   | NHL totalt          | NHL totalt   | 328 | 14 | 48 | 62 | 263 | 69 | 5 | 9 | 14 | 81 |
| Liiga totalt | Liiga totalt        | Liiga totalt | 171 | 9  | 27 | 36 | 169 | 29 | 1 | 4 | 5  | 18 |
| AHL totalt   | AHL totalt          | AHL totalt   | 118 | 4  | 19 | 23 | 65  | —  | — | — | —  | —  |

### Internationellt
| Källa: Uppdaterad: 2025-06-18 | Källa: Uppdaterad: 2025-06-18 | Källa: Uppdaterad: 2025-06-18 |         | Utv = Utvisningsminuter | Utv = Utvisningsminuter | Utv = Utvisningsminuter | Utv = Utvisningsminuter | Utv = Utvisningsminuter |
| År                            | Lag                           | Mästerskap                    | Matcher | Mål                     | Assists                 | Poäng                   | Utv                     |                         |
| ----------------------------- | ----------------------------- | ----------------------------- | ------- | ----------------------- | ----------------------- | ----------------------- | ----------------------- | ----------------------- |
| 2016                          | Finland                       | JVM                           | 7       | 0                       | 1                       | 1                       | 6                       |                         |
| 2019                          | Finland                       | VM                            | 10      | 2                       | 3                       | 5                       | 0                       |                         |
| 2025                          | Finland                       | 4 Nations                     | 3       | 0                       | 1                       | 1                       | 2                       |                         |
| Junior totalt                 | Junior totalt                 | Junior totalt                 | 7       | 0                       | 1                       | 1                       | 6                       |                         |
| Senior totalt                 | Senior totalt                 | Senior totalt                 | 13      | 2                       | 4                       | 6                       | 2                       |                         |